# Георги Гърдев
Георги Мичев Гърдев е български драматичен актьор.

## Биография
Роден е в Пловдив на 22 август 1917 г. През 1936 г. дебютира в Драматичен театър - Пловдив. През 1941 г. завършва драматическата школа на Николай Масалитинов към Народния театър. Актьор е в театрите в Добрич, Варна, Бургас, Русе, Благоевград и Пловдив. Почива на 5 октомври 1978 г. в Кърджали.

## Роли
Георги Гърдев играе множество роли, по-значимите са:
- Викенти – „Под игото“ от Иван Вазов
- Стойко – „Снаха“ от Георги Караславов
- Павли – „Боряна“ от Йордан Йовков
- Николай Скроботов – „Врагове“ от Максим Горки
- Хан Татар – „Хан Татар“ от Никола Икономов
- Карандишев – „Без зестра“ от Александър Островски[1]

## Филмография
- Млад адвокат – „Калин Орелът“ (1950)
- „Задача с много неизвестни“ (1977)